# Toluviejo
Toluviejo (ou Tolú Viejo) est une municipalité colombienne située dans le département de Sucre.